# S/2004 S 3
S/2004 S 3 er den midlertidige betegnelse for en endnu ikke endeligt bekræftet måne i kredsløb om planeten Saturn: Den blev opdaget ved hjælp af billeder som rumsonden Cassini tog den 21. juni 2004, og opdagelsen blev meddelt den 9. september samme år.
Månen S/2004 S 3 kredser om saturn lige uden for F-ringen i Saturns vidtstrakte system af planetringe, og astronomerne har pr. 2005 endnu ikke endeligt fastslået om der faktisk er tale om en måne, eller om det observerede objekt blot er et lille område af F-ringen hvor ring-partiklerne ligger særlig tæt.
Kort tid efter opdagelsen af S/2004 S 4 fandt man et andet objekt, kaldet S/2004 S 4, lige indenfor F-ringen. Man ved ikke om, eller hvordan, måner evt. kan passere ringene, så det formodes at S/2004 S 3 og S/2004 S 4 er to forskellige objekter — det kan til gengæld heller ikke udelukkes at der er tale om ét objekt, hvis bane krydser F-ringen.
| Naturvidenskab | Spire Denne naturvidenskabsartikel er en spire som bør udbygges. Du er velkommen til at hjælpe Wikipedia ved at udvide den. |